# 河野徹
河野 徹（こうの てつ、1931年 - 2018年）は、日本の英文学者、翻訳家。
法政大学名誉教授。

## 略歴
東京大学教養学部イギリス科卒業、同大学院英語英文学修士課程修了。法政大学教養部助教授、教授、2002年定年、名誉教授。

## 著書
- 『英米文学のなかのユダヤ人』（みすず書房） 2001

### 翻訳
- 『自己暗示』（C・H・ブルックス, エミール・クーエ、訳編、法政大学出版局） 1966
- 『芸術はなぜ必要か』（エルンスト・フィッシャー、法政大学出版局、叢書・ウニベルシタス） 1967
- 『コリン・ウィルソン 音楽を語る』（コリン・ウィルソン、冨山房） 1970
- 『グロテスクの系譜 英文学的考察』（A・クレイバラー、上島建吉, 佐野雅彦共訳、法政大学出版局、りぶらりあ選書） 1971
- 『どもりのオウムの秘密』（ロバート・アーサー、山本耀也絵、日本パブリッシング、ヒッチコックと少年探偵トリオミステリーシリーズ） 1971
- 『芸術と文明』（ケネス・クラーク、法政大学出版局、叢書・ウニベルシタス） 1975
- 『帝王的動物』（ライオネル・タイガー, ロビン・フォックス、思索社） 1975
- 『史上最大の作戦』（ライアン、筑摩書房） 1978
- 『ボストン・ボーイ ナット・ヘントフ自伝』（ナット・ヘントフ、木島始共訳、晶文社） 1989
- 『悪の謎に挑む』（ランス・モロー、法政大学出版局） 2006

## 参考
- みすず書房